# Интерактивная книга
Под интерактивной книгой может пониматься:
- англ. On-line book — электронная книга, которая доступна онлайн через Интернет платно либо бесплатно. Такое оффлайновое распространение являлось обычным методом до развития Интернета.
- англ. Gamebook — книга-игра, которая составлена так, что позволяет читателю участвовать в формировании сюжета литературного произведения.
- англ. Interactive children's book — детская книжка-игрушка, которая имеет специальную форму, предусматривающую дополнительные виды деятельности ребёнка, помимо чтения и рассматривания (игру, раскладывание, раскрашивание и пр.).
- англ. Interactive book — детская интерактивная книга для планшетного компьютера (iPad, Galaxy Tab и т.п.), в которой существуют иллюстрации с интерактивными элементами или играми для детей.
- англ. Interactive book — интерактивная книга с выходом в альтернативную реальность книга с возможностью взаимодействия  с главными героями, реально существующими email, QR-кодами, сайтами и пр.